# David City
David City és una ciutat del Comtat de Butler (Nebraska) als Estats Units d'Amèrica. Segons el cens dels Estats Units del 2000 tenia 2.597 habitants.

## Demografia
Segons el cens del 2000, David City tenia 2.597 habitants, 1.082 habitatges, i 641 famílies. La densitat de població era de 664 habitants per km².
Dels 1.082 habitatges en un 29,6% hi vivien nens de menys de 18 anys, en un 49% hi vivien parelles casades, en un 7,1% dones solteres, i en un 40,7% no eren unitats familiars. En el 37,2% dels habitatges hi vivien persones soles el 22,6% de les quals corresponia a persones de 65 anys o més que vivien soles. El nombre mitjà de persones vivint en cada habitatge era de 2,31 i el nombre mitjà de persones que vivien en cada família era de 3,06.
Per edats la població es repartia de la següent manera: un 26,2% tenia menys de 18 anys, un 5,7% entre 18 i 24, un 23,2% entre 25 i 44, un 20,4% de 45 a 60 i un 24,5% 65 anys o més.
L'edat mediana era de 41 anys. Per cada 100 dones de 18 o més anys hi havia 85,8 homes.
La renda mediana per habitatge era de 34.583 $ i la renda mediana per família de 48.098 $. Els homes tenien una renda mediana de 28.185 $ mentre que les dones 21.179 $. La renda per capita de la població era de 16.550 $. Aproximadament el 3,1% de les famílies i el 8,1% de la població estaven per davall del llindar de pobresa.

## Poblacions més properes
El següent diagrama mostra les poblacions més properes.